# هارلي رودا
هارلي إدوين رودا جونيور (بالإنجليزية: Harley Edwin Rouda Jr.)‏ هو سياسي ومحامي أمريكي من الحزب الديمقراطي ولد في يوم 10 ديسمبر 1961 في مدينة كولومبوس في أوهايو، أكمل تعليمه في إدارة الأعمال في جامعة كنتاكي وثم أخذ شهادة الأستاذية من جامعة ولاية أوهايو وثم درس القانون في مدرسة كابيتال يونيفرسيتي لاو. هو عضو حالي في مجلس النواب الأمريكي منذ سنة 2019.